# Inteligencia colectiva

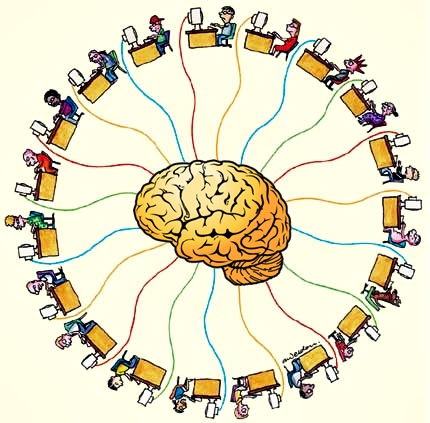
Inteligencia colectiva

La inteligencia colectiva es una forma de inteligencia que surge a partir de la colaboración de diversos individuos, generalmente de una misma especie, con relación a un tópico en particular. Actualmente es un término generalizado de la cibercultura o la sociedad del conocimiento vinculado a la toma de decisiones consensuada aplicable en bacterias, animales, seres humanos y computadoras. Desde su obra El apoyo mutuo, Kropotkin se convierte en un referente temprano al utilizar el concepto para el tipo de inteligencia que poseen pequeños animales e insectos como abejas u hormigas. 
Sin embargo, el estudio de la inteligencia colectiva se destaca notablemente dentro de la Sociología, de las ciencias de la computación y del comportamiento de masas. Dicho campo estudia el comportamiento colectivo desde el nivel de quarks hasta el nivel de las bacterias, plantas, animales y sociedades humanas. Tal definición surge de los trabajos de Peter Russell (1983), Tom Atlee (1993), Pierre Lévy (1997), Howard Bloom (1995), Francis Heylighen (1995), Douglas Engelbart, Cliff Joslyn, Ron Dembo, Gottfried Mayer-Kress (2003) y otros teóricos. 

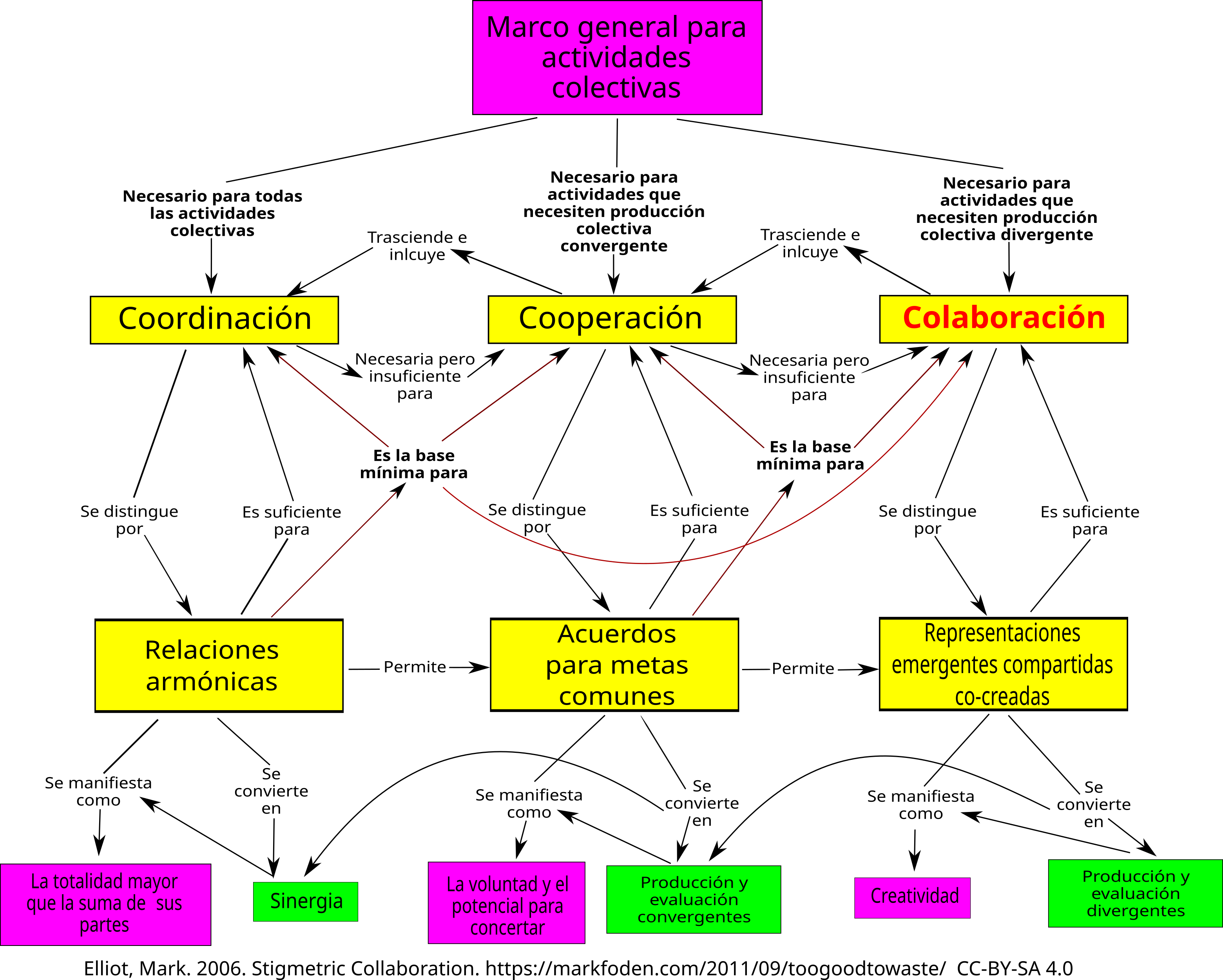
Traducción libre del diagrama de Mark Elliot sobre colaboración, cooperación y coordinación. https://markfoden.com/2011/09/toogoodtowaste/

Norman Lloyd Johnson acuña el término inteligencia simbiótica para hacer alusión a la inteligencia colectiva, considerando el aporte que realizan a la solución de un problema, diversos individuos convocados para tal fin. En tanto,Tom Atlee prefiere enfocarse en la inteligencia colectiva fundamentalmente en humanos y trabajando sobre lo que Howard Bloom llamó el Cociente Intelectual grupal. El autor propone que es necesario fomentar la inteligencia colectiva para optimizar el pensamiento en grupo y disminuir los sesgos cognitivos individuales. 
George Pór definió el fenómeno de la inteligencia colectiva como "la capacidad de las comunidades humanas de evolucionar hacia un orden de una complejidad y armonía mayor, tanto por medio de mecanismos de innovación, como de diferenciación e integración, competencia y colaboración." Por otra parte, Tom Atlee y George Pór coinciden en afirmar que la inteligencia colectiva permite establecer un foco de atención único y un estándar métrico que provee un umbral apropiado de acción, propio de cada grupo en particular.

## Conceptos generales
Howard Bloom rastrea la evolución de la inteligencia colectiva desde los días de nuestros ancestros bacterianos, hace 3.6 mil millones de años, demostrando cómo una inteligencia de multi-especies ha funcionado desde el comienzo de la vida.
Tom Atlee y George Pór afirman que mientras la teoría de grupo y la inteligencia artificial deben ser tenidos en cuenta, a la hora de pensar en el funcionamiento y en la productividad que un grupo de personas pueden alcanzar. El campo de la inteligencia colectiva es más abarcativo porque se enmarca en una actividad desarrollada por los seres humanos, con una conciencia plena de su existencia.
El conocimiento existente sobre el tema, ha permitido el desarrollo de nuevas experiencias basadas en los saberes previos y la historia de cada individuo, que permiten generar una inteligencia colectiva mejor. Al respecto, Pierre Levy (1997), uno de los promotores de este concepto menciona que: "nadie lo sabe todo, todo el mundo conoce y sabe algo, el conocimiento está en la humanidad".
Según este punto de vista, la maximización de la inteligencia colectiva depende de la habilidad de una organización para aceptar y desarrollar "la sugerencia dorada," que es cualquier contribución potencialmente útil de cualquier miembro a la solución de un problema. En un principio, el pensamiento de grupo obstaculiza a la inteligencia colectiva, sesgando las contribuciones a una selección de pocos individuos o al filtrar sugerencias sin desarrollarlas completamente hasta que la evidencia muestre que la conjunción de varias opciones mejora el resultado final.
Autores tales como Francis Heylighen, Valerie Turchin y Gottfried Mayer-Kress consideran la inteligencia colectiva a través de la ciencia de la computación y de la cibernética. El conocimiento previo debe utilizarse en forma adecuada para poder crear inteligencia colectiva. La tecnología facilita la interacción de los actores sociales de un grupo aunándolos bajo un denominador sociocultural de saberes y conocimientos que permiten generar un vínculo cognitivo entre los mismos.
Pierre Lévy, afirma la existencia de un nuevo espacio antropológico, al que denomina espacio de conocimiento en donde el saber colectivo será el que determine la actividad económica y el poder territorial, mientras que la imaginación y la creación colectiva se constituirán como las nuevas monedas de cambio. Lévy resalta que la inteligencia colectiva traerá aparejado un incremento en la rapidez en la que se accede a información, una descentralización del conocimiento y el surgimiento de nuevas herramientas cyberespaciales que ayudarán a construir este espacio colectivo. Dichos espacios de conocimiento serán responsables de convertirnos a todos en sujetos productores de conocimiento, sin una especialidad definida, dentro de un escenario de producción ampliamente flexible. 
El autor también afirma que el conocimiento se ha convertido en la infraestructura suficiente para la formación de comunidades inteligentes con una mente abierta, se logrará el éxito en un ambiente de mayor competitividad que permite el aporte de cada usuario para construir un universo de significados comunes.

## Historia
Un precursor del concepto de inteligencia colectiva es el entomólogo William Morton Wheeler que señala que individuos aparentemente independientes pueden cooperar tan cercanamente como para volverse indistinguibles de un solo organismo. En 1911, observó este proceso colaborativo en su trabajo con las hormigas que actuaban como las células de un solo animal con una mente colectiva. A esta gran criatura que parecía formar la colonia la llamó superorganismo.
En 1912, Émile Durkheim identificó a la sociedad como el recurso único del pensamiento lógico humano, argumentando que la sociedad constituye una inteligencia mayor porque trasciende al individuo en espacio y tiempo.
Según George Pór (1999) la forma en la que una organización pueda desarrollar una inteligencia colectiva es similar a la de un organismo biológico: desarrollando y utilizando un sistema nervioso, que debe:
- facilitar el flujo e intercambio de información entre los otros sistemas del organismo, con el ambiente y otros agentes presentes.
- coordinar el funcionamiento del organismo.
- almacenar, organizar y recuperar la información.
- guiar y apoyar el desarrollo de nuevas competencias.

Entendiendo que todo pensamiento puede considerarse como una construcción colectiva de un grupo de personas, ya que los pensamientos no le pertenecen a un individuo en particular. Convenimos en afirmar que las definiciones de inteligencia poseen connotaciones biológicas, en razón de que son los seres humanos los que a través de las interacciones moldean la realidad de la red que los produce y el escenario en donde viven.

## Evolución en la Web 2.0
El concepto de inteligencia colectiva se ve impulsado con las tecnologías de la información y la comunicación, especialmente con la llegada de Internet a nuestras vidas y como ha modificado la forma de ser pensar y hacer. Con la Web 2.0 aparecen nuevas formas de relacionarse, en las que los consumidores pasan a ser también creadores, acuñándose el término prosumidores, como consecuencia de una gran facilidad para el aporte de información libremente. Esta nueva oportunidad que ha brindado la web 2.0 ha derivado en la creación de espacios dedicados exclusivamente a la creación de contenidos a través de una inteligencia colectiva, citando como ejemplo la creación de software colaborativo de la plataforma Arduino.
Cabe destacar que al respecto también existen controversias en este campo. Hugo Pardo Kuklinski expone el peligro de la aparición de "imprecisiones intelectuales", como una consecuencia de debido la libertad para aportar nuevos contenidos o modificarlos. Bajo este concepto, se sitúa en el mismo nivel a escritores amateurs y profesionales". Pierre Lévy plantea que la opinión promedio pierde racionalidad, porque se basa en tendencias, lo que hace que la objetividad se desdibuje. La inteligencia y el conocimiento social constituyen roles centrales en la vida cotidiana, en tanto que la información que posee un sesgo, es porque se vincula a diversas opiniones y no a una en particular. Teniendo en cuenta que esta situación depende del contexto en donde se produzca, aunque posea carácter general, no siempre debe ser correcta.
En contrapartida a este argumento, otros autores destacan la importancia de la ampliación del saber, donde todos pueden aportar algo que haga crecer la inteligencia colectiva. Aceptar nuevos puntos de vista provenientes de distintos campos de conocimiento, permite que inteligencia colectiva sea mantiene revisionada por los mismos consumidores, que van actualizando la información, ampliándola y corrigiéndola.
Merced a la inteligencia colectiva se pueden realizar estudios que recopilan datos proporcionados por usuarios de la web, redefiniendo el conocimiento, como un bien con actualización constante.  Mediante el análisis de las redes sociales se puede estudiar las preferencias de consumo de los usuarios para efectuarles diversas sugerencias. Sin embargo, estos datos pueden pueden no ser fiables porque las cuentas sean privadas y no aporten la información requerida. Finalmente, es importante tener en cuenta que no todas las empresas de investigación de datos tienen acceso a estos debido a las políticas de privacidad propias de cada página. 
El beneficio de la inteligencia colectiva en la web, reside en que se obtiene una diversidad de opiniones proveniente de distintas personas, pertenecientes a distintas culturas, residentes en otras partes del mundo. Es entonces como la diversidad de los aportes permite obtener una idea o un dato más cercano a la realidad, abriendo un espacio hacia distintas cuestiones de manera global.
Otro ejemplo de conocimiento colectivo es el que se forma con los datos de los usuarios, a través de nuestros teléfonos celulares. Las compañías ofrecen aplicaciones de forma gratuita para identificar, clasificar y almacenar datos en milésimas de segundo. Sin embargo, no todas las inteligencias que se producen colectivamente sirven a los intereses del propio colectivo que las genera. Hay intereses particulares en tener el control de estos datos. Tanto las preguntas como las respuestas a un sinnúmero de interrogantes pueden obtenerse mediante la aplicación de diversos algoritmos, construidos por especialistas en el tema.

## Crowdsourcing
Con la llegada de Web 2.0, todos los usuarios tienen mayores posibilidades de estar en contacto con otras personas para compartir, difundir y crear información. Estas acciones han provocado que el concepto de inteligencia colectiva se asocie con el término de "Crowdsourcing". Sus siglas provienen de la unión de la palabra ‘"Crowd", referida a un conjunto de personas y "Outsourcing", que significa externalización, haciendo referencia a la realización de un trabajo a través de una convocatoria abierta en la red, para participar. El término fue acuñado por el editor de la revista Wired, Jeff Howe quien lo describió como un nuevo modelo de negocios basado en Internet el cual aprovecha la solución creativa de una red de individuos distribuidos geográficamente para solucionar peticiones diversas. Como resultado se consiguen mejores soluciones en menos tiempo y esfuerzo. Aunque ambos términos suenen parecidos, no son lo mismo. El crowdsourcing es un movimiento que utiliza redes de Internet para apoyar a la inteligencia colectiva a través de un conjunto de gente diversa, calificada y abierta.
Según Larry Huston, exvicepresidente de la empresa Protect and Gamble, "A diferencia del proceso de externalización (outsourcing), donde una empresa contrata a alguien para la realización de un trabajo específico y cuando este concluye finaliza la relación. El crowdsourcing consiste en atraer a varios voluntarios a la organización para involucrarlos en un proceso creativo y colaborativo".